# Március 20.
Március 20. az év 79. (szökőévben 80.) napja a Gergely-naptár szerint. Az évből még 286 nap van hátra.
Névnapok: Klaudia + Áhim, Alexa, Alexandra, Azár, Csák, Hubert, Huberta, Hubertusz, Ipoly, Joachim, Joáhim, Joakim, Klaudetta, Klaudiána, Kötöny, Mór, Móric, Sugár, Sugárka, Volfram
A tavaszi (a déli félgömbön az 
őszi) nap-éj egyenlőség napja (2049-ig, utána 19-e) és a tavasz (a déli félgömbön az ősz) kezdete: ezen a napon az éjjelek és a nappalok a Föld minden pontján egyforma hosszúak.

## Események

### Politikai események
- Kr. e. 44 – Julius Caesar temetése.
- 1541 – Pest ostroma megkezdődik.
- 1815 – XVIII. Lajos francia király elmenekül a Tuileriákból. Bonaparte Napóleon bevonul a Párizsba, megkezdi száznapos uralmát.
- 1935 – Endrődi sortűz, 8-an vesztik életüket egy hibás döntés következtében a Békés vármegyei Endrődön végrehajtott csendőrsortűzben.
- 1945 - Prónay Pált elhurcolják a szovjetek.
- 1948 – Az első választások Szingapúrban.
- 1956 – Tunézia elnyeri függetlenségét Franciaországtól.
- 1970 – Amerikai rakétával elindul a NATO első katonai távközlési műholdja, a NATO–1.
- 1990 – A marosvásárhelyi fekete március tetőpontja, 5 halálos áldozattal zajló heves összecsapás a magyarok, valamint a románság és a Román Hadsereg között
- 2003 – A második öbölháború kezdete: Az USA, Nagy-Britannia, Ausztrália és Lengyelország csapatai megtámadják Irakot.
- 2008 Hamid Karzai és Dick Cheney Kabulban (2008)

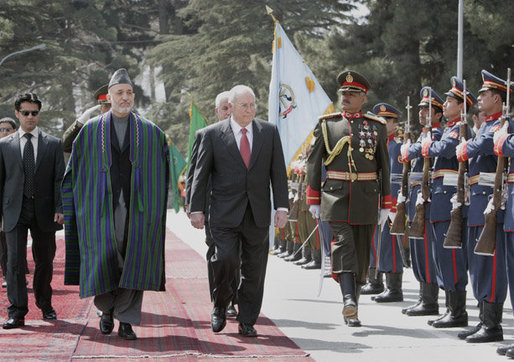
Hamid Karzai és Dick Cheney Kabulban (2008)

  - Bulgária elismeri Koszovó függetlenségét.
  - Belgrád visszahívja budapesti, zágrábi és szófiai nagykövetét, mivel a szomszédos országok kormányai elismerik Koszovó függetlenségét.
  - Athénban tüntetők tömege megpróbál behatolni a parlament épületébe, ahol a képviselők a nyugdíjreformról szavaztak, azonban a 300 radikális tiltakozót a rendőrök könnygázzal és gumibottal fékezik meg. A tiltakozások ellenére az athéni törvényhozás megszavazza a nyugdíjrendszer átalakítását.
  - A Biztonsági Tanács egy évvel meghosszabbítja az afganisztáni ENSZ-misszió mandátumát.
  - Előre be nem jelentett látogatásra Kabulba érkezik Dick Cheney amerikai alelnök.
  - Öt kommandós és egy civil hal meg – továbbá hat személy megsebesül – Csecsenföldön, egy hegyi faluban, ahová a rendőrök rendteremtésre érkeznek, miután a települést szeparatista fegyveresek elfoglalták és felgyújtották az elöljárósági épületet.
  - Leteszi a hivatali esküt II. Albert belga király előtt az Yves Leterme flamand kereszténydemokrata politikus vezette – ötpárti új – kormány.

### Tudományos és gazdasági események
- 1916 – Albert Einstein közreadja relativitáselméletét.
- 1964 – Megalakul az ESRO (Európai Űrkutató Szervezet), az ESA egyik elődszervezete.

### Kulturális események
- 1790 – Kis János társaival megalakítja a Soproni Magyar Társaságot az evangélikus líceumban.

#### Irodalmi, színházi és filmes események
- 1852 – Megjelenik Harriet Beecher Stowe: Tamás bátya kunyhója c. regénye.

#### Zenei események
- 1929 – Bartók Béla IV. vonósnégyesének premierje.

### Sportesemények
Formula–1
- 2005 –  maláj nagydíj, Sepang - Győztes: Fernando Alonso  (Renault)
- 2016 –  Ausztrál nagydíj, Melbourne - Győztes: Nico Rosberg  (Mercedes)

### Egyéb események
- 1899 – Martha M. Place, a Sing Sing foglya az első nő, akit villamosszékben végeznek ki.
- 1969 – John Lennon és Yoko Ono esküvője Gibraltáron.

## Születések
- i. e. 43 – Ovidius római költő († 17)
- 1725 – I. Abdul-Hamid, az Oszmán Birodalom 28. szultánja († 1789)
- 1770 – Friedrich Hölderlin német író, költő († 1843)
- 1775 – Kolossváry Sándor kanonok, címzetes apát, az MTA tagja († 1842)
- 1811 – II. Napóleon (a „Sasfiók”), francia császár, római király, reichstadti herceg († 1832)
- 1818 – Lenhossék József magyar orvos, anatómus, antropológus, az MTA tagja († 1888)
- 1820 – Driquet Péter honvéd alezredes († 1872)
- 1828 – Henrik Ibsen norvég író, a „modern dráma” atyja († 1906)
- 1850 – Aggházy Gyula magyar festőművész († 1919)
- 1886 – Pais Dezső nyelvész, akadémikus († 1973)
- 1890 – Beniamino Gigli olasz operaénekes (tenor) († 1957)
- 1895 – Dudich Endre Kossuth-díjas egyetemi tanár, akadémikus († 1971)
- 1895 – Hermann Roosdorp holland autóversenyző († 1965)
- 1908 – Michael Redgrave angol színész († 1985)
- 1911 – Alfonso García Robles béke Nobel-díjas mexikói politikus († 1991)
- 1915 – Szvjatoszlav Richter német-orosz zongoraművész († 1997)
- 1915 – Rudolf Kirchschläger osztrák jogász, politikus, 1974–1986 között Ausztria államfője († 2000)
- 1919 – Bud Clemons amerikai autóversenyző († 1985)
- 1921 – Rényi Alfréd magyar matematikus, egyetemi tanár, az MTA tagja. († 1970)
- 1923 – Aba Iván magyar író, újságíró († 1982)
- 1931 – Avar István Kossuth-díjas magyar színművész, a nemzet színésze († 2014)
- 1932 – Hámori József Széchenyi-díjas magyar biológus, egyetemi tanár, a Magyar Tudományos Akadémia rendes tagja, 2002 és 2008 között alelnöke († 2021)
- 1935 – Kévés György Kossuth-díjas magyar építész, a nemzet művésze († 2024)
- 1937 – Lois Lowry amerikai írónő
- 1950 – Carl Palmer angol zenész, az Emerson, Lake & Palmer dobosa
- 1950 – William Hurt Oscar-díjas amerikai színész († 2022)
- 1951 – Jimmie Vaughan amerikai blues zenész, gitáros
- 1952 – Geoff Brabham ausztrál autóversenyző
- 1953 – Csányi Sándor magyar üzletember
- 1954 – Philippovich Tamás magyar színész
- 1956 – Balatoni János népzenész (Tekergő együttes, FalkaFolk együttes, Pentaton zenekar)
- 1956 – Vavyan Fable (er. Molnár Éva) magyar írónő
- 1957 – Spike Lee amerikai filmrendező, producer, forgatókönyvíró, színész
- 1957 – Theresa Russell amerikai színésznő
- 1958 – Hirtling István Jászai Mari-díjas magyar színész, érdemes és kiváló művész
- 1968 – Joao Ntyamba angolai atléta
- 1972 – Kardos Edina klinikai szakpszichológus, az első magyar lovasterapeuták egyike
- 1972 – Pedro Lamy (José Pedro Mourão Nunes Lamy Viçoso) portugál autóversenyző
- 1976 – Chester Bennington amerikai, a Linkin Park énekese († 2017)
- 1977 – Vadim Devyatovskiy fehérorosz kalapácsvető
- 1977 – Vladan Marković szerb úszó
- 1979 – Balog József zongoraművész
- 1980 – Robertas Javtokas litván kosárlabdázó
- 1983 – Michael Cassidy amerikai színész
- 1984 – Fernando Torres spanyol labdarúgó
- 1985 – Antal Gergely magyar sakkozó, nemzetközi nagymester
- 1986 – Hamar Ádám magyar labdarúgó
- 1988 – Xue Ruipeng kínai úszó
- 1990 – Marcos Rojo argentin labdarúgó

## Halálozások
- 687 – Szent Cuthbert angolszász szerzetes, lindisfarne-i püspök, a középkori Anglia egyik legfontosabb szentje (* 634)
- 1413 – IV. Henrik angol király (* 1367)
- 1617 – François d’Aguilon belga matematikus, fizikus (* 1567)
- 1619 – II. Mátyás magyar király, német-római császár (* 1557)
- 1702 – Misztótfalusi Kis Miklós magyar nyomdász (* 1650)
- 1727 – Isaac Newton angol fizikus, matematikus, filozófus (* 1642)
- 1736 – II (III.) Abbász perzsa sah (* 1730/31)
- 1878 – Julius von Mayer német orvos, fizikus, az energiamegmaradás törvényének egyik fölfedezője (* 1814)
- 1887 – Csáky Rudolf a főrendiház tagja és Szepes vármegye örökös főispánja (* 1811)
- 1894 – Kossuth Lajos az 1848–49-es forradalom és szabadságharc vezetője, kormányzó elnök (* 1802)
- 1898 – Ivan Ivanovics Siskin orosz tájképfestő, a 19. századi realista orosz festészet kiemelkedő mestere (* 1832)
- 1899 – Franz Ritter von Hauer osztrák geológus (* 1822)
- 1901 – Fodor József magyar orvos (* 1843)
- 1922 – Szilády Áron nyelvész, irodalomtörténész, akadémikus (* 1837)
- 1929 – Ferdinand Foch francia katonatiszt, marsall, I. világháborús főparancsnok (* 1851)
- 1955 – Larry Crockett (Larry Julian Crockett) amerikai autóversenyző (* 1926)
- 1962 – Lászlóffy Kata magyar színésznő, műfordító (* 1928)
- 1967 – Liska József magyar villamosmérnök, egyetemi tanár, az MTA levelező tagja, "a villamos gépek professzora" (* 1883)
- 1978 – Bolberitz Károly egészségügyi és vegyészmérnök, közgazdász, a vízhigiénia szaktekintélye (* 1906)
- 1983 – Ivan Matvejevics Vinogradov szovjet matematikus, az analitikus számelmélet jeles kutatója († 1891)
- 2008 – Ionuț Cosmin Sandu őrvezető, a román hadsereg 6. afganisztáni harcokban elesett katonája (* 1979)
- 2008 – Helmut Pampuch német operaénekes, tenor (* 1940)
- 2014 – Hilderaldo Bellini világbajnok labdarúgó (* 1930)
- 2021 – Jevgenyij Nyesztyerenko orosz operaénekes (* 1938)

## Nemzeti ünnepek, emléknapok, világnapok
- tavaszi nap-éj egyenlőség, a csillagászati tavasz kezdete.
- Tunézia: a függetlenség napja (1956)
- a frankofónia világnapja
- a boldogság világnapja
- Hazai halak napja (2017 óta)
- A békák és vizi kétéltűek világnapja